# لورن اسپنسر
لورن اسپنسر (انگلیسی: Levern Spencer؛ زادهٔ ۲۳ ژوئن ۱۹۸۴ در کاستریس) ورزشکار دو و میدانی زن رشته پرش ارتفاع اهل سنت لوسیا است؛ که در بازی‌های کشورهای همسود، بازی‌های پان امریکن، بازی‌های آمریکای مرکزی و کارائیب، مسابقات قهرمانی دو و میدانی نوجوانان جهان و جام قاره‌ای دو و میدانی در مجموع برنده ۱۲ مدال طلا و ۶ مدال برنز شد